# Хитови 2 (компилация, 2007)
Хитови 2 е десетият компилационен албум на Цеца, издаден през 2007 година от PGP-RTS. Този компилационен албум съдържа 16 хита на певицата от периода 1988-1999 г.

## Песни
1. Пустите ме да га видим
2. Волела сам, волела
3. Ех, тешко мени
4. Да си некад до бола волео
5. Ципелице
6. Цветак зановетак
7. Другарице
8. Од главе до пете
9. Хеј, вршњаци
10. Избриши ветре траг
11. Не даj ме
12. Буди дечко мој
13. Ђачки споменари
14. Лудо срце
15. Злато сречан пут
16. Вотка са утехом